# Mario Holek
Mario Holek (Brno, 28 ottobre 1986) è un ex calciatore ceco, di ruolo centrocampista.

## Carriera

### Club
Comincia la sua carriera con il Brno, con cui conta 67 presenze e 4 reti.

### Nazionale
Conta 6 presenze con la Nazionale ceca nel periodo 2009-2010.

## Palmarès

### Club

#### Competizioni nazionali
- Campionato ceco: 1

Sparta Praga: 2013-2014
- Coppa della Repubblica Ceca: 1

Sparta Praga: 2013-2014
- Supercoppa della Repubblica Ceca: 1

Sparta Praga: 2014